# Steuerdaten
Als Steuerdaten bezeichnet man im Unterschied zu Nutzdaten zusätzliche Hilfsinformationen eines Dateiformates, Übertragungsprotokolles (siehe unten) o. ä., die der Synchronisation, Strukturierung usw. dienen.

## Protokolldaten
Als Protokolldaten werden die Steuerdaten eines Protokolls bezeichnet, die zur Gewährleistung der Kommunikation zwischen Empfänger und Sender notwendig sind. Protokolldaten können, je nachdem, in welcher Schicht des OSI-Referenzmodells sie angesiedelt sind, sehr unterschiedlich aufgebaut sein.
Das Verhältnis von übertragener Gesamtinformation und Protokolldaten wird Overhead-Information genannt. Ökonomisch günstig ist ein möglichst hoher Anteil an Nutzdaten, also ein möglichst geringer Anteil an Protokollinformation. Dies steht jedoch häufig dem Anspruch, Daten innerhalb eines Protokolls sicher zu übertragen, entgegen (vgl. UDP und TCP).